# Under a Cloud
Under a Cloud é um filme de drama produzido no Reino Unido em 1937, dirigido por George King e com atuações de Betty Ann Davies, Edward Rigby, Bernard Clifton, Brian Buchel e Peter Gawthorne.